# Obernai
Obernai (tysk: Oberehnheim) er en by og en kommune i departementet Bas-Rhin i den franske region Alsace.
Obernai er en af byerne på Vinruten i Alsace.